# Dörthe Tetzlaff
Dörthe Tetzlaff (* 1974 in Magdeburg) ist eine deutsche Hydrologin und Hochschullehrerin für Ökohydrologie.

## Werdegang
Dörthe Tetzlaff studierte bis zum Vordiplom Geographie an der Universität Potsdam sowie anschließend Landschaftsökologie und Physische Geographie an der Leibniz Universität Hannover. In ihrer Diplomarbeit am CSIRO Land and Water in Townsville (Australien) untersuchte sie die Abflussbildung und Grundwasserneubildung am Ripple Creek Pass. 
Von 2000 bis 2004 war sie als wissenschaftliche Mitarbeiterin an der Albert-Ludwigs-Universität Freiburg. Sie promovierte mit dem Thema Hydrologische Bewertung der Abflussdynamik in urbanen Gewässern zum Dr. rer. nat. Nach ihrer Promotion ging sie als Postdoktorandin an die Universität Aberdeen. In dieser Zeit forschte sie über die aquatische Ökohydrologie und untersuchte die hydrologischen Einflüsse auf die Ökologie des Atlantischen Lachses.
Von 2010 bis 2019 war sie Professorin für Hydrologie und Landschaftsökologie an der Universität Aberdeen. Ihre Forschung umfasste die Ökohydrologie, den Zusammenhang zwischen Flüssen und Landschaften, sowie die Stabilisotopenhydrologie. Stabile Isotope können genutzt werden, um Gewässer besser zu verstehen, insbesondere um die internen Prozesse der Wasserspeicherung, -übertragung und -abgabe zu quantifizieren.
Seit August 2017 leitet sie die Abteilung für Ökohydrologie und Biogeochemie am Leibniz-Institut für Gewässerökologie und Binnenfischerei in Berlin und ist gleichzeitig Professorin für Ökohydrologie am Geographischen Institut der Humboldt-Universität zu Berlin.

## Auszeichnungen und Ehrungen
Für ihre wissenschaftlichen Leistungen wurde Dörthe Tetzlaff mehrfach ausgezeichnet. 2017 wurde sie zum Fellow der Royal Society of Edinburgh, 2018 zum Fellow der American Geophysical Union, 2019 zum Ehrenmitglied der Geological Society of America, 2022 zum Fellow der Europäischen Akademie der Wissenschaften und Künste und 2023 zum Mitglied der Berlin-Brandenburgischen Akademie der Wissenschaften ernannt. 2024 wurde sie mit dem Wasser-Ressourcenpreis der Rüdiger Kurt Bode-Stiftung ausgezeichnet.

## Veröffentlichungen (Auswahl)
- Hydrologische Bewertung der Abflussdynamik in urbanen Gewässern. Dissertation, Universität Freiburg, 2003.
- Spatially distributed tracer-aided runoff modelling and dynamics of storage and water ages in a permafrost-influenced catchment. Humboldt-Universität zu Berlin, 2019.
- Using water stable isotopes to understand evaporation, moisture stress, and re-wetting in catchment forest and grassland soils of the summer drought of 2018. Humboldt-Universität zu Berlin, 2020.
- Measuring and modeling stable isotopes of mobile and bulk soil water. Universität Freiburg, 2023.
- Assessing land use effects on ecohydrological partitioning in the critical zone through isotope‐aided modelling. Humboldt-Universität zu Berlin, 2024.